# Município de Dunham (condado de Washington, Ohio)
O município de Dunham (em inglês: Dunham Township) é um município localizado no condado de Washington no estado estadounidense de Ohio. No ano 2010 tinha uma população de 2568 habitantes e uma densidade populacional de 41,91 pessoas por km².

## Geografia
O município de Dunham encontra-se localizado nas coordenadas 39° 19′ 49″ N, 81° 37′ 47″ O. Segundo a Departamento do Censo dos Estados Unidos, o município tem uma superfície total de 61.28 km², da qual 60,31 km² correspondem a terra firme e (1,58 %) 0,97 km² é água.

## Demografia
Segundo o censo de 2010, tinha 2568 pessoas residindo no município de Dunham. A densidade populacional era de 41,91 hab./km².